# Lactarius tuomikoskii
Lactarius tuomikoskii är en svampart som tillhör divisionen basidiesvampar, och som beskrevs av Kytöv. Lactarius tuomikoskii ingår i släktet riskor, och familjen kremlor och riskor. Arten är reproducerande i Sverige.

## Bildgalleri

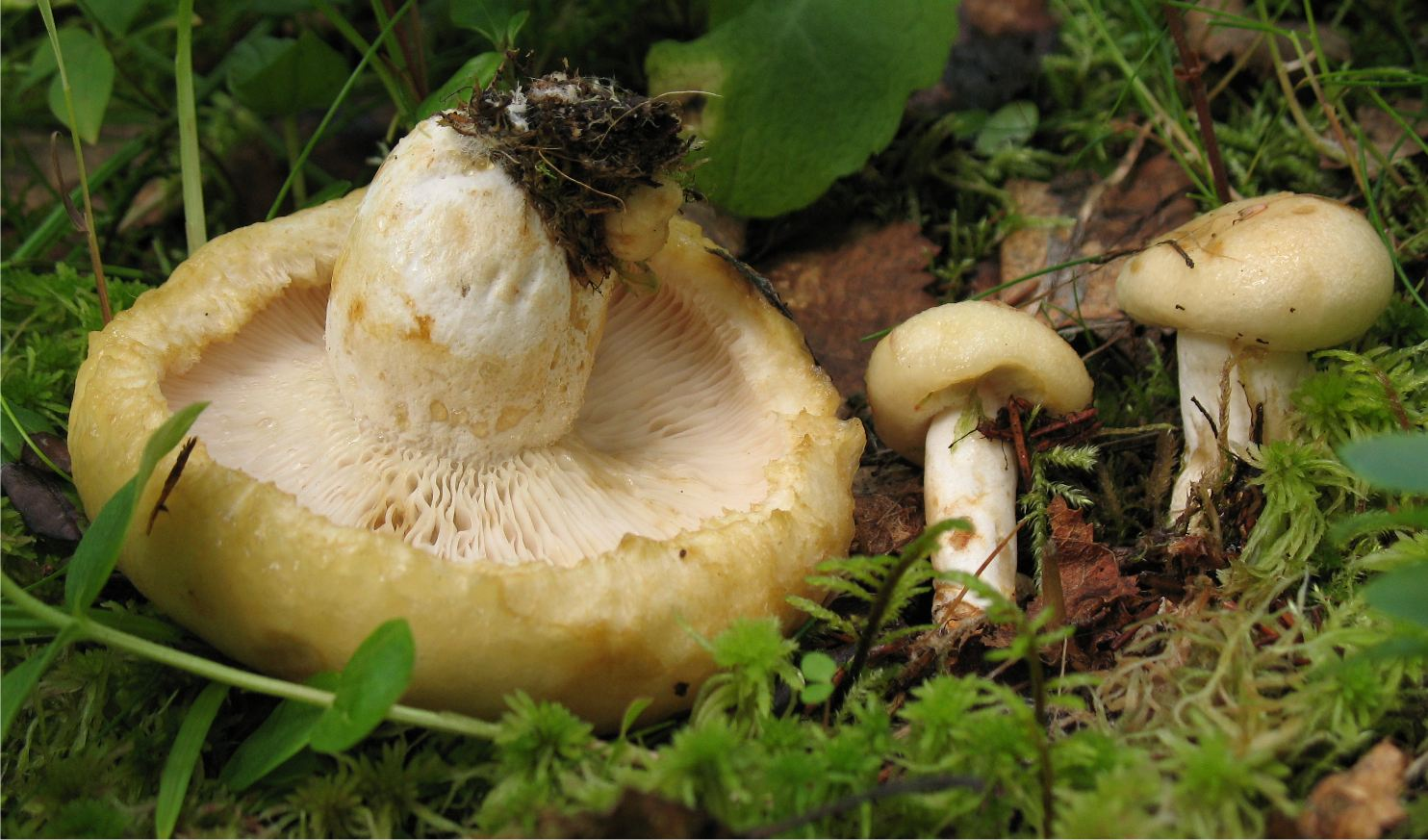